# Macrodactylus
Macrodactylus är ett släkte av skalbaggar. Macrodactylus ingår i familjen Melolonthidae.

## Dottertaxa tillMacrodactylus, i alfabetisk ordning[1]
- Macrodactylus aeneicollis
- Macrodactylus aeneipes
- Macrodactylus aeneus
- Macrodactylus aequatorialis
- Macrodactylus affinis
- Macrodactylus amoenus
- Macrodactylus angustatus
- Macrodactylus annulitarsis
- Macrodactylus argentinus
- Macrodactylus batesi
- Macrodactylus bicolor
- Macrodactylus bilineolatus
- Macrodactylus bistriatus
- Macrodactylus bolivianus
- Macrodactylus brenskei
- Macrodactylus carrilloi
- Macrodactylus championi
- Macrodactylus chilensis
- Macrodactylus cinereus
- Macrodactylus columbianus
- Macrodactylus conjunctus
- Macrodactylus costaricensis
- Macrodactylus costulatus
- Macrodactylus cupreus
- Macrodactylus curtipilis
- Macrodactylus cyanonigrus
- Macrodactylus dimidiatus
- Macrodactylus discicollis
- Macrodactylus discipennis
- Macrodactylus disparilis
- Macrodactylus dorsatus
- Macrodactylus duckei
- Macrodactylus elegans
- Macrodactylus excellens
- Macrodactylus farinosus
- Macrodactylus felix
- Macrodactylus fulvescens
- Macrodactylus fulvipennis
- Macrodactylus fulvipes
- Macrodactylus gracilis
- Macrodactylus griseus
- Macrodactylus haenschi
- Macrodactylus hondurensis
- Macrodactylus howdeni
- Macrodactylus impressus
- Macrodactylus infuscatus
- Macrodactylus limbatus
- Macrodactylus lineaticollis
- Macrodactylus lineatus
- Macrodactylus longicollis
- Macrodactylus longipes
- Macrodactylus manantlecus
- Macrodactylus marginicollis
- Macrodactylus marianus
- Macrodactylus meridanus
- Macrodactylus mexicanus
- Macrodactylus montanus
- Macrodactylus murinus
- Macrodactylus nigricornis
- Macrodactylus nigripes
- Macrodactylus nigritarsis
- Macrodactylus nigrocyaneus
- Macrodactylus nitidicollis
- Macrodactylus nitididorsis
- Macrodactylus nobilis
- Macrodactylus noveloi
- Macrodactylus obscuritarsis
- Macrodactylus ocreatus
- Macrodactylus ohausi
- Macrodactylus ovaticollis
- Macrodactylus pallens
- Macrodactylus paraguayensis
- Macrodactylus penai
- Macrodactylus peruanus
- Macrodactylus pexus
- Macrodactylus pokornyanus
- Macrodactylus praecellens
- Macrodactylus pulchellus
- Macrodactylus pulchripes
- Macrodactylus pumilio
- Macrodactylus rufescens
- Macrodactylus sapphirinus
- Macrodactylus scutellaris
- Macrodactylus sericeicollis
- Macrodactylus sericinus
- Macrodactylus signatipennis
- Macrodactylus silaonus
- Macrodactylus silarutus
- Macrodactylus sparsesetosus
- Macrodactylus squamiger
- Macrodactylus suavis
- Macrodactylus subaeneus
- Macrodactylus submarginatus
- Macrodactylus subspinosus
- Macrodactylus subvittatus
- Macrodactylus sulcicollis
- Macrodactylus sulphureus
- Macrodactylus surianus
- Macrodactylus suturalis
- Macrodactylus sylphis
- Macrodactylus tenuilineatus
- Macrodactylus thoracicus
- Macrodactylus tibialis
- Macrodactylus uniformis
- Macrodactylus variipes
- Macrodactylus velutinus
- Macrodactylus virens
- Macrodactylus vittipennis
- Macrodactylus zaragozai
- Macrodactylus zischkai
- Macrodactylus zunilensis